# Daniel Topolski
Daniel Topolski (Londres, 4 de junio de 1945-Londres, 21 de febrero de 2015) fue un deportista británico que compitió en remo. Ganó dos medallas en el Campeonato Mundial de Remo, plata en 1975 y oro en 1977.

## Palmarés internacional
| Campeonato Mundial | Campeonato Mundial       | Campeonato Mundial | Campeonato Mundial        |
| Año                | Lugar                    | Medalla            | Prueba                    |
| ------------------ | ------------------------ | ------------------ | ------------------------- |
| 1975               | Nottingham (Reino Unido) | Medalla de plata   | Cuatro sin timonel ligero |
| 1977               | Ámsterdam (Países Bajos) | Medalla de oro     | Ocho con timonel ligero   |